# موتومو كيوكاوا
موتومو كيوكاوا (清川元夢 كيوكاوا موتومو) هو ممثل ياباني ولد في 9 أبريل 1935 في محافظة كاناغاوا.

## أدواره في الأنمي

### مسلسلات أنمي تلفزيونية
- الماسة الزرقاء - مهيب
- نيون جينيسيس إيفانجيليون - كوزو فويوتسوكي
- ذا بيغ أو - نورمان بيرغ
- غاد غارد - ميغيل كاراكيدا
- هلسينغ - والتر سي. دورنيز
- شاكوغان نو شانا - لامي
- شاكوغان نو شانا III(Final) - لامي
- نودامي كانتابيلي - شارل أوكلير
- نودامي كانتابيلي: باريس - شارل أوكلير
- نودامي كانتابيلي: الخاتمة - شارل أوكلير
- ناباري نو أو - سيريوس هاشيبا
- المقاتل المتنقل جي جاندام - دكتور ميكامورا
- جانجريف - دكتور T
- فيوتشر GPX سايبر فورميولا - غرايسون
- فل ميتال بانيك؟ فوموفو - ساميجيما
- ساموراي تشامبلو - يوشيكيتشي
- بوكيمون - Pryce
- ميداكا بوكس - هاكاما شيرانوي
- ميداكا بوكس أبنورمال - هاكاما شيرانوي
- بليزبلو ألتر ميموري - فالكنهاين آر. هلسينغ
- سلايرز ريفولوشن - عمدة قرية رو
- هاجيمي نو إيبو - روسلان رامدا
- هاجيمي نو إيبو Rising - روسلان رامدا
- تيلز أوف ذي أبيس - تيودورو غرانتس
- التلميذ المتخلف في ثانوية السحر - ريتسو كودو
- مغامرة جوجو الغريبة: ستارداست كروسيدرز - روزز
- معرض الفن المزيف - مينو
- وورلد بريك السيف المقدس - تاتيمورا
- كايتو جوكر - باتلر
- كلاسروم كرايسس - غينزو ياناي

### أوفا أنمي
- سوبرنتشرل ذي أنيميشن - إد

### أفلام أنمي
- إيفانجيليون: الموت والبعث - كوزو فويوتسكي
- نهاية إيفانجيليون - كوزو فويوتسكي
- إيفانجيليون: 1.0 أنت (غير) وحيد - كوزو فويوتسكي
- إيفانجيليون: 2.0 أنت (لا) تستطيع التقدم - كوزو فويوتسكي
- إيفانجيليون: 3.0 أنت (لا) تستطيع الإعادة - كوزو فويوتسكي

## أدواره في ألعاب الفيديو
- بروفيسور لايتون آند ذا كيريس فيلاج - برونو
- جانجريف - دكتور T

## أدواره في الدبلجة اليابانية
- تشارلي ومصنع الشوكولاتة - الجد جو

## وصلات خارجية
- موتومو كيوكاوا على موقع IMDb (الإنجليزية)
- موتومو كيوكاوا على موقع ميوزك برينز (الإنجليزية)
- موتومو كيوكاوا على موقع أول موفي (الإنجليزية)
- موتومو كيوكاوا على موقع أول ميوزيك (الإنجليزية)
- موتومو كيوكاوا على موقع ديسكوغز (الإنجليزية)
- موتومو كيوكاوا على موقع قاعدة بيانات الفيلم (الإنجليزية)
- موتومو كيوكاوا على موقع ANN person (الإنجليزية)